# Emma Eames
Emma Hayden Eames [wym. i:mz] (ur. 13 sierpnia 1865 w Szanghaju, zm. 13 czerwca 1952 w Nowym Jorku) – amerykańska śpiewaczka. Początkowo sopran dramatyczny, później sopran liryczny.

## Życiorys
Kształciła się początkowo u Clary Munger w Bostonie, następnie u Mathilde Marchesi w Paryżu. Zadebiutowała w 1889 roku w Operze Paryskiej jako Julia w Romeo i Julii Charles’a Gounoda, u boku wykonującego partię Romea Jana Reszkego. W 1891 roku wystąpiła w Covent Garden Theatre w Londynie jako Małgorzata w Fauście. W tym samym roku debiutowała też na deskach Metropolitan Opera w Nowym Jorku, z którą pozostała związana jako solistka do 1909 roku. W latach 1892–1893 występowała gościnnie w Teatro Real w Madrycie. Od 1911 do 1912 roku była solistką opery w Bostonie.
Do jej popisowych ról należały Małgorzata w Fauście, Desdemona w Otellu, Tosca w Tosce, Aida w Aidzie, Elżbieta w Tannhäuserze, Donna Anna w Don Giovannim, Pamina w Czarodziejskim flecie. Dokonała wielu nagrań płytowych.
Odznaczona została francuskim Orderem Palm Akademickich. W 1927 wydała autobiografię zatytułowaną Some Memories and Reflections.
W 1891 roku wyszła za mąż malarza Juliana Story’ego, jednak małżeństwo szybko rozpadło się w atmosferze skandalu. W 1911 roku poślubiła śpiewaka Emilia de Gogorzę, z którym także po pewnym czasie rozeszła się.